# Diocesi di Saint George's a Grenada
La diocesi di Saint George's a Grenada (in latino: Dioecesis Sancti Georgii) è una sede della Chiesa cattolica a Grenada suffraganea dell'arcidiocesi di Castries. Nel 2022 contava 38.237 battezzati su 105.941 abitanti. È retta dal vescovo Clyde Martin Harvey.

## Territorio
La diocesi comprende lo Stato di Grenada, ovvero l'isola omonima e le isole di Carriacou e Petite Martinique facenti parte delle Grenadine.
Sede vescovile è la città di Saint George's, dove si trova la cattedrale dell'Immacolata Concezione di Maria Vergine.
Il territorio si estende su 344 km² ed è suddiviso in 20 parrocchie.

## Storia
La diocesi è stata eretta il 20 febbraio 1956 con la bolla Crescit Ecclesia di papa Pio XII, ricavandone il territorio dall'arcidiocesi di Porto di Spagna e dal vicariato apostolico della Guyana britannica, oggi diocesi di Georgetown. Inizialmente era suffraganea dell'arcidiocesi di Porto di Spagna.
Il 7 marzo 1970 ha ceduto una porzione del suo territorio, corrispondente a Barbados e a Saint Vincent e Grenadine, a vantaggio dell'erezione della diocesi di Bridgetown-Kingstown, oggi divisa nelle diocesi di Bridgetown e di Kingstown. Contestualmente ha mutato il nome latino della diocesi da Sancti Georgii in Insula Grenada a Sancti Georgii.
L'8 dicembre 1973, in forza della lettera apostolica Quae ad honorem, papa Paolo VI ha proclamato la Beata Maria Vergine Immacolata patrona principale della diocesi.
Nel 1974 è entrata a far parte della provincia ecclesiastica dell'arcidiocesi di Castries.

## Cronotassi dei vescovi
Si omettono i periodi di sede vacante non superiori ai 2 anni o non storicamente accertati.
- Justin James Field, O.P. † (14 gennaio 1957 - 4 agosto 1969 deceduto)
- Patrick Webster, O.S.B. † (7 marzo 1970 - 18 novembre 1974 nominato arcivescovo di Castries)
- Sydney Anicetus Charles † (18 novembre 1974 - 10 luglio 2002 ritirato)
- Vincent Matthew Darius, O.P. † (10 luglio 2002 - 26 aprile 2016 deceduto)
- Clyde Martin Harvey, dal 23 giugno 2017

## Statistiche
La diocesi nel 2020 su una popolazione di 105.941 persone contava 38.237 battezzati, corrispondenti al 36,1% del totale.
| anno | popolazione | popolazione | popolazione | presbiteri | presbiteri | presbiteri | presbiteri                | diaconi | religiosi | religiosi | parrocchie |
| anno | battezzati  | totale      | %           | numero     | secolari   | regolari   | battezzati per presbitero | diaconi | uomini    | donne     | parrocchie |
| ---- | ----------- | ----------- | ----------- | ---------- | ---------- | ---------- | ------------------------- | ------- | --------- | --------- | ---------- |
| 1965 | 24.600      | 70.000      | 35,1        | 29         | 29         |            | 848                       |         |           | 83        | 32         |
| 1970 | 75.000      | 100.000     | 75,0        | 19         | 9          | 10         | 3.947                     |         | 17        | 34        | 16         |
| 1976 | 66.213      | 105.289     | 62,9        | 25         | 7          | 18         | 2.648                     |         | 29        | 23        | 20         |
| 1980 | 70.038      | 112.370     | 62,3        | 19         | 6          | 13         | 3.686                     | 2       | 23        | 21        | 20         |
| 1990 | 68.328      | 105.600     | 64,7        | 27         | 7          | 20         | 2.530                     | 4       | 24        | 28        | 20         |
| 1999 | 54.686      | 92.642      | 59,0        | 23         | 4          | 19         | 2.377                     | 4       | 25        | 30        | 20         |
| 2000 | 54.661      | 92.642      | 59,0        | 23         | 4          | 19         | 2.376                     | 5       | 25        | 31        | 20         |
| 2001 | 54.919      | 92.769      | 59,2        | 22         | 5          | 17         | 2.496                     | 5       | 26        | 31        | 20         |
| 2002 | 55.825      | 102.634     | 54,4        | 22         | 3          | 19         | 2.537                     | 5       | 24        | 30        | 20         |
| 2003 | 55.888      | 102.634     | 54,5        | 24         | 3          | 21         | 2.328                     | 4       | 28        | 26        | 20         |
| 2004 | 56.034      | 102.634     | 54,6        | 23         | 3          | 20         | 2.436                     | 2       | 23        | 29        | 20         |
| 2010 | 46.243      | 101.801     | 45,4        | 33         | 10         | 23         | 1.401                     | 1       | 27        | 33        | 20         |
| 2014 | 46.485      | 102.295     | 45,4        | 23         | 7          | 16         | 2.021                     | 8       | 20        | 33        | 20         |
| 2017 | 38.237      | 105.941     | 36,1        | 21         | 8          | 13         | 1.820                     | 7       | 17        | 32        | 20         |
| 2020 | 38.237      | 105.941     | 36,1        | 21         | 12         | 9          | 1.820                     | 6       | 12        | 33        | 20         |
| 2022 | 38.237      | 105.941     | 36,1        | 19         | 9          | 10         | 2.012                     | 6       | 13        | 32        | 20         |